# Martin Visser (meubelontwerper)

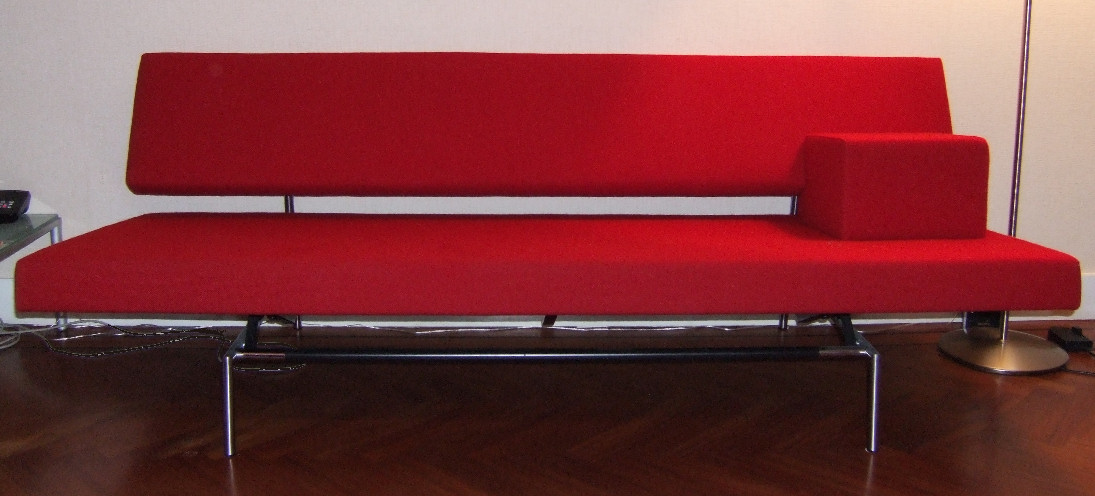
Slaapbank BR 02.7 (1960) van Martin Visser

Martin Visser (Papendrecht, 26 januari 1922 – Bergeijk, 23 oktober 2009) was een Nederlands meubelontwerper en kunstverzamelaar.  
Visser ontwierp van jongs af aan meubels, maar volgde een MTS-opleiding waterbouwkunde en werd aanvankelijk bouwkundig tekenaar. Door hem ontworpen meubels werden gekocht door de Bijenkorf die hem in 1947 in dienst nam als verkoper en etaleur, en in 1954 benoemde tot chef-inkoop.
In 1954 werd hij ontwerper en hoofd collectievorming bij meubelfabriek 't Spectrum te Bergeijk. Hij werd in de jaren '60 bekend door het ontwerp van zijn versie van de simpel verstelbare slaapbank BR 02.7, een ontwerp uit 1958/1960. De afkorting 'BR' staat voor Bank Rusten. In 1989 ontving hij voor zijn ontwerpen de Theo Limperg-prijs. In 1991 toonde het Centraal Museum in Utrecht een overzichtstentoonstelling van zijn werk. 
Visser verzamelde al vroeg werk van Cobra, en ook van Anselm Kiefer en Keith Haring. Hij gold in Nederland als een van de invloedrijkste verzamelaars. In Rotterdam werd hij door Wim Beeren aangesteld als hoofdconservator in Museum Boijmans Van Beuningen.
Zijn complete verzameling van meer dan vierhonderd kunstwerken werd ondergebracht in het Kröller-Müller Museum. In 2012 toonde het Bonnefantenmuseum in Maastricht een selectie uit deze verzameling tezamen met voorbeelden van zijn eigen werk als meubelontwerper.
Hij overleed op 87-jarige leeftijd in zijn in de jaren '50 door Gerrit Rietveld ontworpen en later naar Aldo van Eyck verbouwde woning, bekend als Huis Visser. 
Martin Visser kwam uit een gezin met zeven kinderen. Hij was de oudere broer van beeldhouwer Carel Visser en van ondernemer/verzamelaar Geertjan Visser.